# 优栈网
优栈网（Trivago）是一个专业于酒店预订服务的全球酒店搜索引擎，該网站对来自262个酒店预订网站與716434家酒店的报价进行比较，例如Expedia、Agoda、Priceline.com和Booking.com等。Trivago公司总部坐落于德国杜塞尔多夫，目前拥有50个国家的多语言平台，每月有近1.5千万个独立用户。於2012年12月，Trivago被Expedia收購成為其子公司。

## 公司信息

### 历史
优栈网公司构想于2004年，2005年由3个创始人共同建立于德国杜塞尔多夫。 3个核心创始人分别是：Peter Vinnemeier， Malte Siewert和Rolf Schrömgens。
2007年，网站启动了西班牙、法国和英国的语言平台。一年之后，波兰和瑞典的网站平台也正式上线。与此同时，该公司从英国媒体公司HOWZAT获得了114萬的B系列赞助资金。 2009年，第一批非欧洲语言平台开始运营，分别为美国、中国大陸、日本、巴西和墨西哥
；其中，中國大陸版本以「優棧網」之名運作，其網址youzhan.com與全球其他地區不同。
2012年，trivago被Expedia公司收購。
2016年12月16日，Trivago IPO登錄納斯達克證券交易所，股票代碼為TRVG。計劃發行價13.00-15.00美元，實際發行價11美元，發行28,527,147股，募資$3.14億美金，主承銷商：J.P.摩根，高盛，大摩。

## 产品

### 酒店比价
trivago对酒店价格以及其他方面进行比较。顾客可以通过界定城市、区域、国家，或者旅游景点和入住时间及房间进行酒店搜索，也可以使用筛选工具细化搜索，例如酒店设施、健身器材或者商务服务等。还可以筛选有无提供无限网络、健身器材、沙滩和游泳池的酒店。用户同时可以通过具体的地点筛选酒店，如市中心、景点或特定的地址。除此之外，网站也为用户提供其他相关資訊，当搜索的城市是个小镇或者村庄、酒店的數量甚少或者遇到无法辨别的地理環境时，网站就会提供其他可用的酒店预订网站連結，让使用者查看更多相关資訊并进行预订。
除了查看不同的预订合作商的房价以外，旅行者还可以不仅仅在合作商的网站中，而且在trivago的搜索结果页面上，查询到某家酒店客房的确实房价描述。房价描述写明了如下内容：是否包含早餐，订单能否在短期内取消，以及是否必须用信用卡支付。
网站提供的酒店比较信息来源于多种來源，如合作伙伴、用户和酒店经营者。这些資訊经过整合，用户可以简单查看可用预订网站、价格、顾客评价、地址、照片以及酒店描述。此外,trivago集中了超过15万条酒店评语，显示每个酒店的总体评价。trivago不仅比较在线预订网站的酒店价格，还包括服务。
关于使用者增加内容的运作，社区成员每两个月都可以按各自增加的内容获得网站的现金奖励。公司50%的收入都用于奖励社区成员对网站的贡献。

### trivago酒店价格指数（tHPI）
trivago酒店指数（tHPI）是公司每个月更新的内部酒店价格数据。
trivago酒店指数 (tHPI)由trivago从热门的欧洲主要城市的数据中挑选。计算价格为标准双间的平均价格，基于trivago每日的酒店价格对比，及每日40000次的价格调查数据。trivago储存所有酒店每月的调查结果，因此也作为下个月的价格走势概览。tHPI反映了欧洲在线酒店市场的酒店价格：来自53家不同的在线旅行社的住宿价格，和连锁品牌酒店为欧洲不同城市，区域，及国家创定的平均价格。

### trivago酒店经营者（trivago Hotelier）
2008年10月27日，trivago.com已推出了“trivago酒店经营者”（trivago Hotelier）服务，酒店经营商可以透過遍布全欧的社区网络，对关于其酒店的评论进行回复。这项新服务为酒店提供了吸引新客户并与其建立直接联系的途径，是一个提高预订量的新的强大工具，而且酒店经营者还可以触及到每月访问trivago整个欧洲网站的250万用户而从中获益。

## 获得奖项和荣誉
- Travel Industry Club  - 在线管理2010  – 第三名– Malte Siewert[18]
- START AWARD NRW 2009 –入围“创新新型企业”[19]
- Travel Industry Club Award 2009 –十佳“最佳实践奖”[20]
- Travolution Awards 2009 – 入围 “最佳旅游信息网站"[21]
- Red Herring 100 – 冠军2008[22]
- Europe Innova由欧州委员会倡议–嘉奖trivago 公司作为旅游产业的新向导，帮助并发展旅游产业，同时积极推动了就业。[10]